# Tienobenzodiazepin
Tienobenzodiazepin je heterociklično jedinjenje koje sadrži diazepinski prsten kondenzovan sa tiofenskim prstenom i benzenom.